# Подпольная коммунистическая партия Колумбии
Подпольная коммунистическая партия Колумбии (ПКПК; исп. Partido Comunista Clandestino Colombiano, PCCC, также применялась аббревиатура PC3) — нелегальная коммунистическая партия, существовавшая в Колумбии в 2000—2017 годах, политическая организация Революционных вооружённых сил Колумбии (РВСК).
Основателем партии, её главным идеологом и руководителем до своей гибели в ноябре 2011 года был Альфонсо Кано, видный деятель латиноамериканского левого движения.

## История
РВСК с самого своего основания в 1964 году поддерживали тесные отношения с Коммунистической партией Колумбии, бывшей в жёсткой оппозиции к правящим режимам Консервативной и Либеральной партий (с последней, впрочем, сотрудничая во время «Виоленсии»), и обеспечивавшей идеологическое сопровождение партизанской войны РВСК, АНО и, отчасти, М-19 против властей Колумбии и их американских союзников.
Однако со второй половины 80-х годов, после прекращения получения помощи со стороны переживающего кризис социалистического лагеря, руководство РВСК взяло курс на подчинение колумбийского наркотрафика. Еще в 1982 году, на 7-й конференции РВСК-АН было принято решение об обложении налогом крупнейших производителей коки — латифундистов и собственников нелегальных перерабатывающих предприятий. Таким образом, РВСК собиралась изыскивать средства на дальнейшее снабжение партизанских отрядов. После прекращения помощи со стороны Советского Союза и Кубы, оказавшихся в тяжёлой экономической ситуации, РВСК более не мог полагаться на подпитку извне.
Предпринятая РВСК и КП Колумбии в 1985 году попытка добиться соглашения с президентом Белисарио Бетанкуром и легализовать партизан в легальную партию «Патриотический союз» была сорвана праворадикальными «эскадронами смерти», устроившими массовый террор в отношении сложивших оружие (только за один 1986 год было убито 471 человек, в том числе глава ПС Хайме Леаль), что вынудило РВСК нарушить перемирие и продолжить борьбу, для которой требовалось всё новое финансирование.
Руководство КП Колумбии не поддержало сращивание РВСК с наркокартелями и в 1993 году разорвало отношения с партизанами, что вынудило тех создать свою собственную политическую организацию, которая, однако, не могла (в отличие от официальной компартии) вести легальную деятельность.
В отличие от компартии и эволюционировавшего в сторону социал-демократии «Патриотического союза», РВСК и группировавшиеся в нём и вокруг него коммунистические группы опирались на идеи Симона Боливара, при этом формально не отказываясь от марксизма. Решение о необходимости создания новой партии как политического крыла РВСК было принято на 8-й конференции РВСК-АН в апреле 1993 года.

Создание подпольной политической организации как инструмента необходимо для достижения поставленных перед нами целей.
Резолюция восьмой национальной партизанской конференции РВСК-АН, апрель 1993 года.

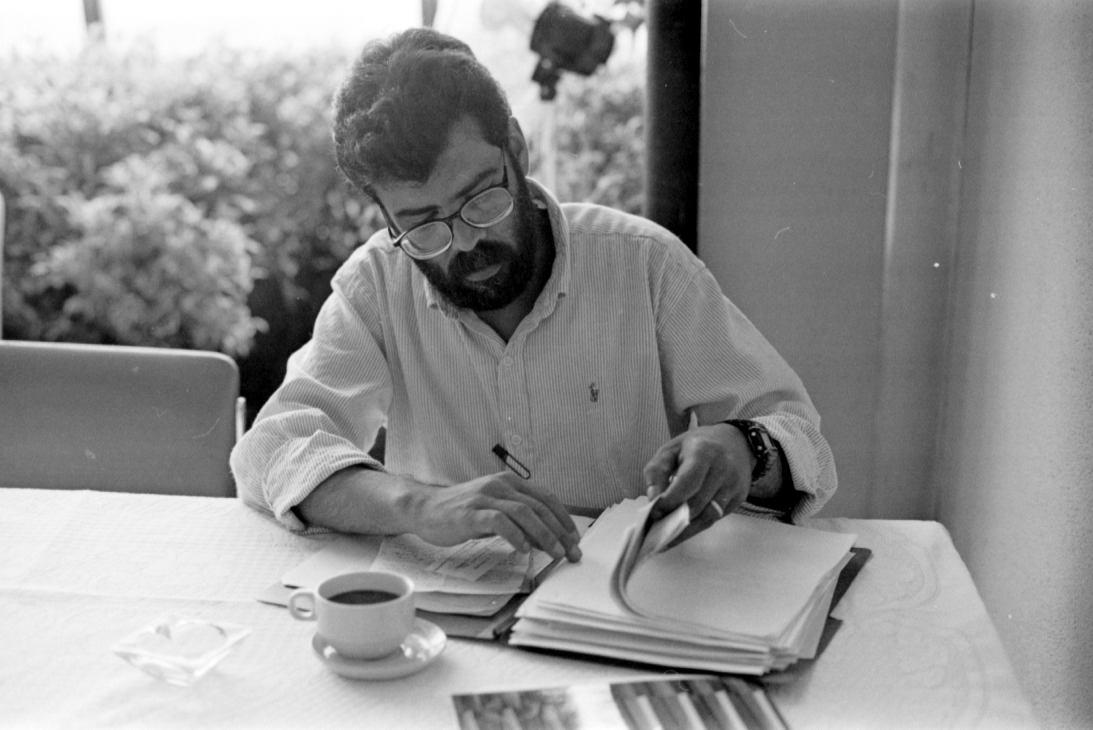
Альфонсо Кано, один из командиров РВСК, идеолог и основатель ПКПК

Идеологические основы будущей ПКПК («Платформа для Правительства развития и национального примирения») были сформулированы Альфонсо Кано на основе устава РВСК и включали в себя следующие положения:

1. Политическое урегулирование конфликта.
2. Боливарианская военная доктрина.
3. Инструменты народного контроля.
4. Экономическое развитие на основе социальной справедливости.
5. Инвестиции 50% национального бюджета в фонд потребления и 10% для научных исследований.
6. Новая налоговая политика.
7. Новая аграрная политика.
8. Новая политика эксплуатации природных ресурсов.
9. Многовекторная внешняя политика и пересмотр обязательств по международным кредитам.
10. Новая политика в отношении наркотиков.

В 2000 году левые группы официально объединились в Подпольную коммунистическую партию Колумбии, которую возглавил Альфонсо Кано. Партия была построена по принципу самоорганизации: её ячейками считались подразделения РВСК (как правило, из 3-5 человек), а руководство осуществлялось Центральным комитетом.
ПКПК не участвовала в политической жизни Колумбии и функционировала только на тех территориях, которые занимали подразделения РВСК. Несмотря на все усилия правительственных сил (особенно во время президентства Альваро Урибе, стоящего на непримиримых антикоммунистических позициях и активно внедрявшего новые методы борьбы с партизанским движением) и союзных с ними правоэкстремистских парамилитарес, полностью подавить деятельность ПКПК не удалось, хотя ряд её руководителей, включая самого Кано, были убиты или арестованы и осуждены.
После подписания в 2017 году мирного соглашения между главой РВСК Тимолеоном Хименесом и президентом Колумбии Хуаном Сантосом, ПКПК прекратила свою деятельность, а её члены стали кадровой базой для новой легальной партийной структуры — FARC.